# أنطونيو فاغونديس
أنطونيو دا سيلفا فاغونديس فيليو (بالبرتغالية: Antônio da Silva Fagundes Filho‏) هو ممثل برازيلي ولد في يوم 18 أبريل 1949 في مدينة ريو دي جانيرو في البرازيل ، مثل في عدة مسلسلات منها مسلسل جوليانا ، حيث مثل دور جيمرسيندو فيه.

## روابط خارجية
- أنطونيو فاغونديس على موقع IMDb (الإنجليزية)
- أنطونيو فاغونديس على موقع روتن توميتوز (الإنجليزية)
- أنطونيو فاغونديس على موقع ألو سيني (الفرنسية)
- أنطونيو فاغونديس على موقع أول موفي (الإنجليزية)
- أنطونيو فاغونديس على موقع قاعدة بيانات الأفلام السويدية (السويدية)
- أنطونيو فاغونديس على موقع قاعدة بيانات الفيلم (الإنجليزية)
- أنطونيو فاغونديس على موقع كينوبويسك (الروسية)